# Ny bølge
 Ikke at forveksle med New wave.
Den ny bølge ((fransk) nouvelle vague) er betegnelsen for en række primært franske film, der kom frem i perioden fra slutningen af 1950'erne til midt i 1960'erne. Bølgen opstod hos nogle unge filmskabere, der havde tilknytning til filmtidsskriftet Cahiers du Cinema og byggede på tanken om, at kameraet skulle virke som en forfatters pen. Man taler derfor også om, at instruktørerne er auteurs.
De centrale instruktører i den ny bølge var Claude Chabrol, François Truffaut, Jean-Luc Godard, Eric Rohmer og Jacques Rivette. Flere af disse fungerede ved siden af som filmkritikere ved Le Cahiers du Cinéma, hvor de også fik lejlighed til at fremføre deres personlige holdninger til det at lave film.
I virkeligheden var der store forskelle i, hvorledes de forskellige instruktører udmøntede de overordnede tanker, men blandt de karakteristika, der findes i de fleste af de nævnte instruktørers film fra perioden, er en leg med filmsproget, relativt billige produktioner og opfindsomme anvendelser af locations.
Den ny bølge fik stor betydning for en række andre filminstruktører, og bølgen bredte sig over det meste af verden. Således findes der varianter af bølgen i Tyskland (Neue Kino) og Brasilien (Cinema nôvo), lige som en række østeuropæiske instruktører som Milos Forman, amerikanere som John Cassavetes og skandinaver som Jan Troell, Bo Widerberg og Palle Kjærulff-Schmidt var påvirket af de franske ideer.

## Markante film
- Fætrene – Claude Chabrol (1959)
- Ung flugt – François Truffaut (1959)
- Hiroshima, min elskede – Alain Resnais (1959)
- Åndeløs – Jean-Luc Godard (1960)
- Paris Nous Appartient – Jacques Rivette (1960)
- Cleo fra 5 til 7 – Agnès Varda (1962)
- Le Mépris (da. Jeg elskede dig i går) - Jean-Luc Godard (1963)
- Bande à part (da. Outsiderbanden) - Jean-Luc Godard (1964)
- Pigerne fra Rochefort (Les demoiselles de Rochefort) - Jacques Demy (1967)
- Stjålne kys - François Truffaut (1968)
- Elsker - elsker ikke (Domicile conjugal) - François Truffaut (1968)